# Rafał Kocyba
Rafał Kocyba (ur. 15 marca 1975 w Zabrzu) – pomocnik Górnika Zabrze w latach 1989–2003. Wychowanek Pogoni Zabrze.